# Władysław Lonc
Władysław Lonc (ur. 31 maja 1930 w Urzejowicach, zm. 21 sierpnia 2003 we Wrocławiu) – polski profesor nauk rolniczych w zakresie doświadczalnictwa rolniczego, genetyki i hodowli roślin

## Życiorys
Studiował na kierunku rolnictwo w Wyższej Szkole Rolniczej we Wrocławiu, otrzymując w 1953 dyplom magistra inżyniera. W 1961 został doktorem nauk rolniczych na podstawie pracy Studia nad aklimatyzacją Sorghum vulgare Per (promotor – prof. Tadeusz Ruebenbauer). W 1969 po przedłożeniu rozprawy Zmienność i odziedziczalność cech morfologicznych sorga otrzymał stopień naukowy doktora habilitowanego nauk rolniczych. Tytuł profesora nadzwyczajnego nadano mu w 1981, a stanowisko profesora zwyczajnego – w 1992.
W latach 1970–1994 był kierownikiem Katedry Hodowli Roślin i Nasiennictwa Wydziału Rolniczego Akademii Rolniczej we Wrocławiu. Był członkiem Komitetu Fizjologii, Genetyki i Hodowli Roślin Polskiej Akademii Nauk (1976–2003) oraz Rad Naukowych: Instytutu Genetyki Roślin PAN (1984); Instytutu Hodowli i Aklimatyzacji Roślin (1980–1995); Centralnego Laboratorium Przemysłu Tytoniowego (1984–1990); Rady Naukowo-Technicznej przy Ministrze Rolnictwa (1971–1974); Rady Hodowlano-Nasiennej przy Zjednoczeniu Hodowli Roślin i Nasiennictwa (1974–1982) i kuratorem krajowym badań nad zastosowaniem metod matematycznych w genetyce i hodowli roślin (1978–1990). Odbył 7 zagranicznych staży naukowych. Twórca i opiekun naukowy 5 ogólnopolskich sympozjów z genetyki ilościowej roślin uprawnych oraz 410 seminariów z genetyki, hodowli roślin i nasiennictwa, które odbywały się raz w tygodniu w Katedrze w semestrze zimowym w latach 1970–2000.
Wypromował 9 doktorów i 84 magistrów inżynierów. Recenzował 18 habilitacji i 33 prac doktorskich, wiele publikacji naukowych oraz projektów badań i sprawozdań z ich wykonania. Opublikował 168 prac w czasopismach naukowych i wydawnictwach specjalistycznych, w tym 78 prac oryginalnych.

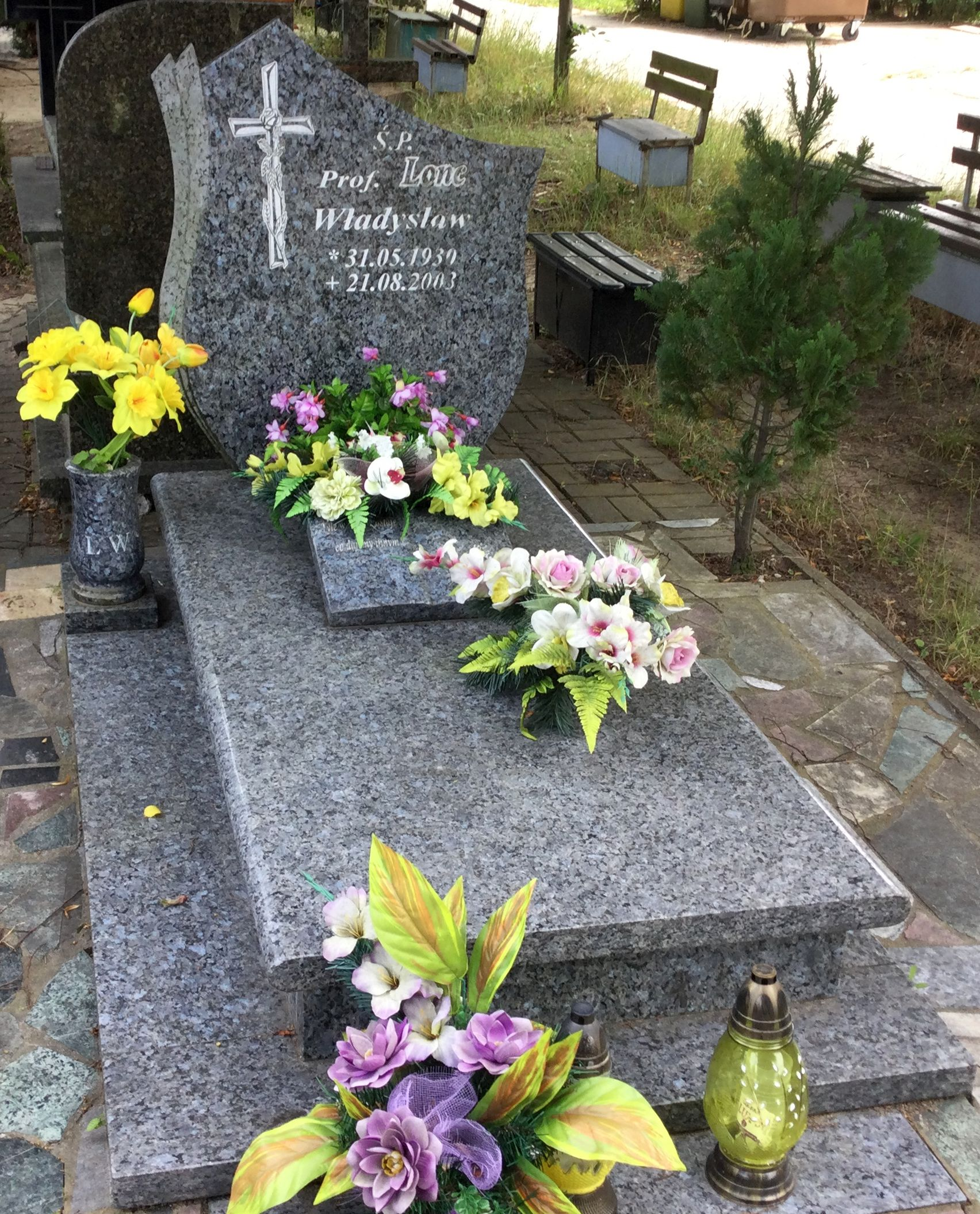
Nagrobek prof. W. Lonca

Został pochowany we Wrocławiu na cmentarzu Osobowickim.

## Wybrane publikacje
- Zmienność i odziedziczalność cech morfologicznych sorga. „Hod. Rośl. Aklim.” 1969, 13, s. 401-412
- Zagadnienia odziedziczalności cech. „Hod. Rośl. Biul. Branż.” 1970, 5, s. 18-21
- Odziedziczalność i postęp genetyczny cech użytkowych mieszańców F2 pszenicy ozimej. „Zesz. Probl. Post. Nauk Roln”. 1983, 290, s. 169-180 (wsp. Stanisław Białowąs)
- Analiza ścieżek Wrighta komponentów plonu linii i mieszańców F1 pszenicy ozimej. „Zesz. Probl. Post. Nauk Roln”. 1989, 382, s. 127-132 (wsp. Władysław Kadłubiec, Stanisław Jedyński, Józef Strugała)

## Odznaczenia i nagrody[7]
- Złoty Krzyż Zasługi (1978)
- Krzyż Kawalerski Orderu Odrodzenia Polski (1982)
- medal „Zasłużony dla Wydziału Rolniczego Akademii Rolniczej” (1995)
- Medal Komisji Edukacji Narodowej (1998)
- medal „Za zasługi dla Akademii Rolniczej we Wrocławiu” (2001)[8]
- nagrody Ministra Nauki Szkolnictwa Wyższego i Techniki oraz Rektora